# The Borderlands
The Borderlands è un film del 2013 diretto da Elliot Goldner.
La pellicola, un horror di produzione britannica, è stata girata sotto forma di un falso documentario.